# Everlast (cantante)
Everlast, pseudonimo di Erik Schrody (Valley Stream, 18 agosto 1969), è un rapper e cantautore statunitense.

## Biografia
È stato il cantante degli House of Pain, riuniti nel 2009 in occasione del tour itinerante Rock the bells. È anche membro del collettivo La Coka Nostra, di cui fanno parte anche i rapper Ill Bill e Slaine e gli ex membri degli House of Pain: DJ Lethal e Danny Boy. È di origine irlandese e nel 1996 si è convertito all'Islam. Da ricordare la sua faida contro il rapper Eminem.

## Discografia
- Forever Everlasting (1990), Warner Bros. Records
- Whitey Ford Sings the Blues (1998), Tommy Boy Records
- Eat at Whitey's (2000), Tommy Boy Records
- White Trash Beautiful (2004), Island/Def Jam
- Love, War and the Ghost of Whitey Ford (2008), PIAS/Martyr Inc Records
- Songs of the Ungrateful Living (2011)
- The Life Acustic (2013)
- Whitey Ford's House of Pain (2018)

### Collaborazioni
- Ice-T - "What Ya Wanna Do?" (The Iceberg, 1989)
- The Whooliganz - "Hit The Deck" (Put Your Handz Up (Single), 1993)
- Madonna - "Waiting (Remix)" (Rain (Maxi-Single), 1993)
- Santana - "Put Your Lights On" (Supernatural, 1999)
- Run DMC - "Take The Money And Run" (Crown Royal, 2001)
- Kurupt - "Kuruption" (Space Boogie: Smoke Oddessey, 2001)
- Limp Bizkit - "Faith/Fame Remix" (New Old Songs, 2001)
- X-Ecutioners - "B-Boy Punk Rock 2001" (Built From Scratch, 2002)
- Muggs - "Gone For Good" (Dust, 2003)
- The Lordz - "The Brooklyn Way" (The Brooklyn Way, 2006)
- Swollen Members - "Put Me On" (Black Magic, 2006)
- Danny Diablo's and Tim Armstrong - "Sex and Violence" (International Hardcore Superstar, 2011)

### Colonne sonore
- Saving Grace (2007) -- "Saving Grace"
- Gravesend (1997) -- "Gravesend (Lake Of Fire)" with Lordz of Brooklyn; "Some Nights (Are Better Than Others)"
- Giorni contati - End of Days (End of Days) (1999) -- "So Long"
- Big Daddy (1999) -- "Only Love Can Break Your Heart"
- King Of The Jungle (2000) --"Love For Real (Remix)" feat. N'Dea Davenport
- Alì (2001) -- "The Greatest"
- Formula 51 (2001) -- Run DMC feat. Everlast "Take The Money And Run"
- Little Manhattan (2005) -- "Lonely Road"

### Apparizioni in compilation
- 1999 - Woodstock 1999
- È apparso nel ruolo di un seduttore in un episodio della quinta stagione della serie tv Criminal Minds.